# Eridolius pictus
Eridolius pictus là một loài tò vò trong họ Ichneumonidae.